# Odontaspididae
A família Odontaspididae, anteriormente conhecida como Carchariidae, faz parte da ordem dos Lamniformes.
O grupo possui somente dois gêneros viventes, tendo como representante principal o tubarão-mangona.

## Distribuição
Eles são frequentemente encontrados em águas quentes ou temperadas em todos os oceanos do mundo. Têm uma tendência de migrar para habitats costeiros, e são frequentemente vistos nadando no fundo do oceano na zona de arrebentação; às vezes, chegam muito perto da costa.

## Espécies

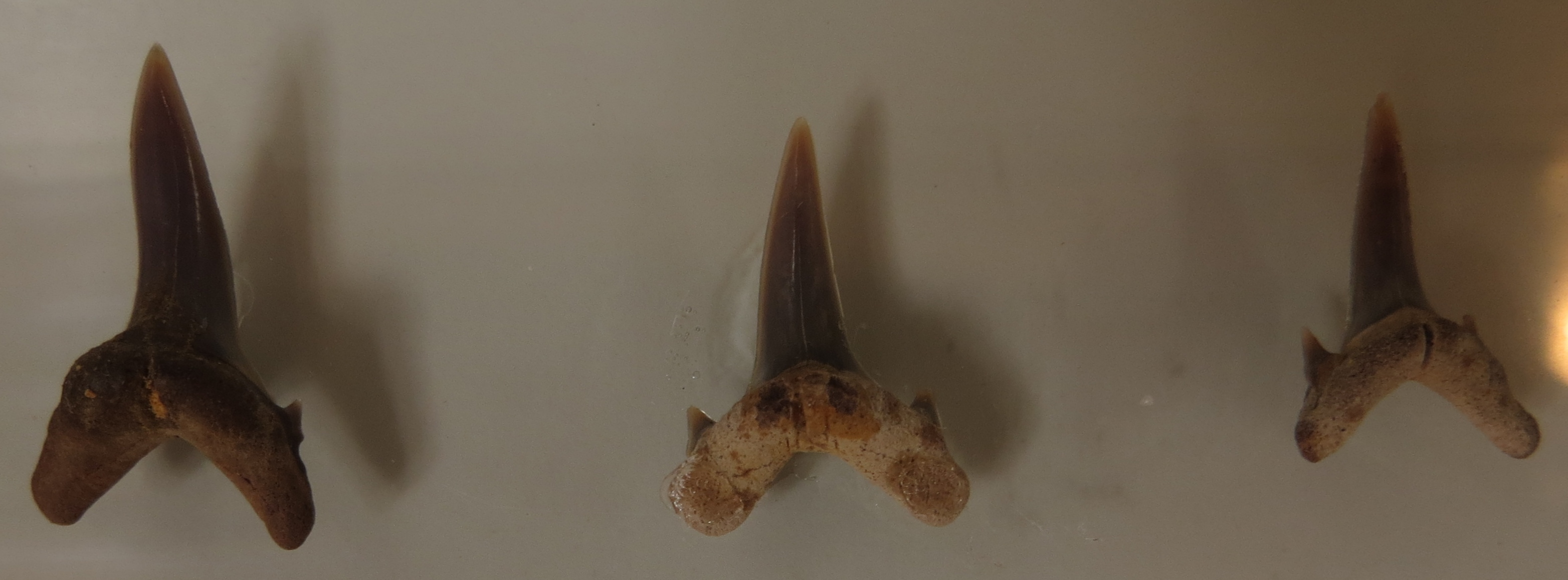
Dentes de Synodontaspis gracilis

A família contém três espécies existentes, em dois gêneros, assim como muitas espécies extintas em vários gêneros. A análise recente do DNA mitocondrial dos membros existentes descobriu que os dois membros existentes não formam realmente um clado monofilético. Esta família é, portanto, polifilética e precisa de revisão.
- Gênero Carcharias Rafinesque, 1810[6]
  - Carcharias taurus Rafinesque, 1810
- Gênero Odontaspis Agassiz 1838[6]
  - Odontaspis ferox A. Risso, 1810
  - Odontaspis noronhai Maul, 1955
- Subfamília Odontaspinae † Herman, 1975[7]
  - Gênero Striatolamia † Glikman, 1964
  - Gênero Carcharoides † Ameghino, 1901
  - Gênero Parodontaspis † White, 1931
  - Gênero Priodontaspis † Ameghino, 1901
  - Gênero Pseudoisurus † Glikman, 1957
  - Gênero Synodontaspis † White, 1931
- Subfamília Johnlonginae † Shimada, 2015[8]
  - Gênero Johnlongia †
  - Gênero Pseudomegachasma † (Shimada, 2015)

## Descrição

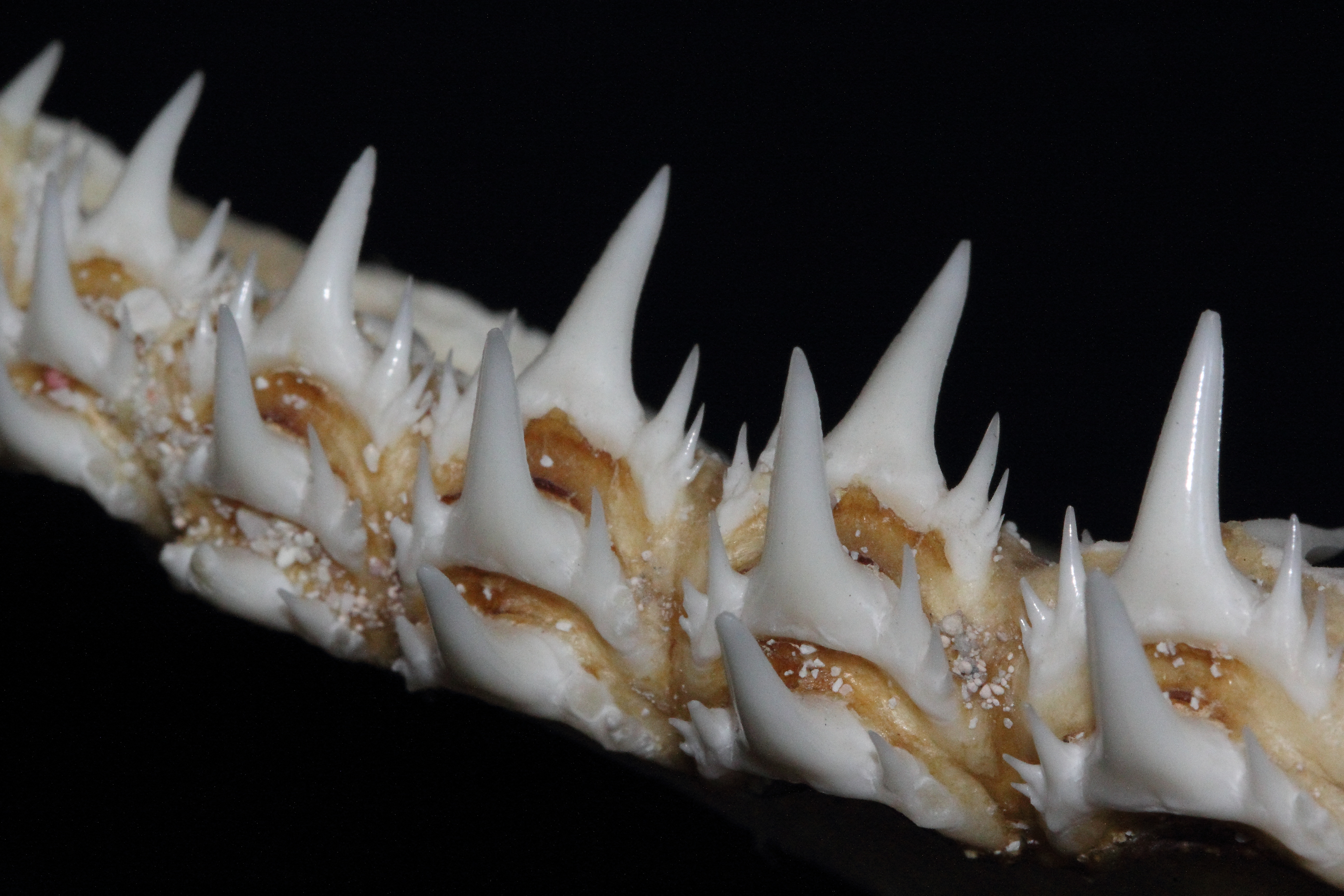
Os dentes longos, estreitos e afiados de um Odontaspididae (Odontaspis ferox).

O corpo tende a ser marrom com marcas escuras na metade superior, que desaparecem à medida que amadurecem. Seus dentes em forma de agulha são altamente adaptados para empalar peixes, sua principal presa. Seus dentes são longos, estreitos e muito afiados com bordas lisas, com uma e ocasionalmente duas cúspides menores de cada lado. 
As aberturas branquiais todas na frente da nadadeira peitoral, relativamente grandes, mas não se estendendo até a superfície dorsal da cabeça; olhos relativamente pequenos e sem membrana nictitante; pedúnculo caudal sem quilha lateral; nadadeira caudal assimétrica com lobo ventral relativamente curto.

### Reprodução
Todas as espécies são ovovíparas, onde os embriões se alimentam de saco vitelino e outros óvulos produzidos pela mãe, exceto Carcharias taurus, que apresenta ovofagia.